# Lintukari (ö i Nyland)
Lintukari är en ö i Finland. Den ligger i sjön Lojo sjö och i kommunen Lojo i den ekonomiska regionen  Helsingfors  och landskapet Nyland, i den södra delen av landet, 60 km väster om huvudstaden Helsingfors. Öns största längd är 50 meter i sydöst-nordvästlig riktning.